# 안드레이 말라호프
안드레이 말라호프(Andrey Malakhov, 본명: 안드레이 니콜라예비치 말라호프, 러시아어: Андре́й Никола́евич Мала́хов, 1972년 1월 11일 ~ )는 러시아의 텔레비전 유명인사이자 러시아의 주요 텔레비전 채널인 러시아 1의 진행자이다.

## 경력
말라호프는 2001년 7월부터 2017년까지 토크쇼 렛 뎀 토크(Let Them Talk)를 진행했다.
2009년 5월 말라호프는 러시아 모델 나탈리야 보댜노바와 함께 유로비전 송 콘테스트 2009 준결승전을 선보였다.